# Agripina Prima Rahmanto
Agripina Prima Rahmanto Pamungkas, auch Agripinna Prima Rahmanto Putra, (* 20. Januar 1991) ist ein indonesischer Badmintonspieler.

## Karriere
Agripina Prima Rahmanto stand 2010 im Viertelfinale der Indonesia International gemeinsam mit Ricky Karanda Suwardi. Mit ihm schaffte er es auch ins Viertelfinale des Indonesia Grand Prix Gold 2010 sowie ins Halbfinale des India Grand Prix 2010. 2011 kämpfte er sich mit seinem neuen Partner Markus Fernaldi Gideon erneut ins Viertelfinale der Indonesia International und des Indonesia Open Grand Prix Gold vor. Mit ihm konnte er auch seine ersten internationalen Turniersiege im Herrendoppel bei den Singapur International 2011 und den Iran Fajr International 2012 einfahren.